# Ashiwara Kinjirō

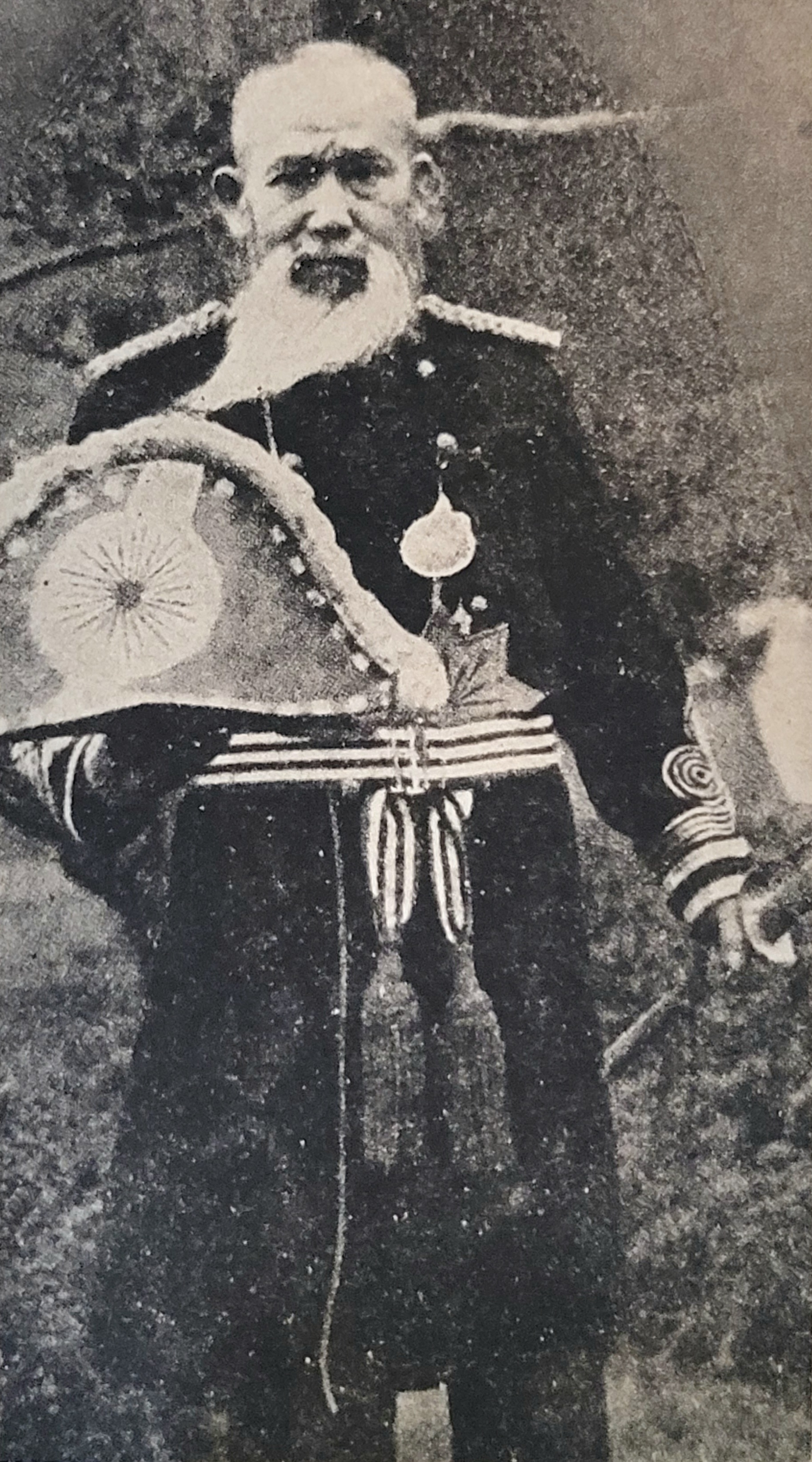
Ashiwara in seinem Hofkleid (大礼服姿), das ab dem Ende der Meiji-Ära zu seinem Markenzeichen wurde

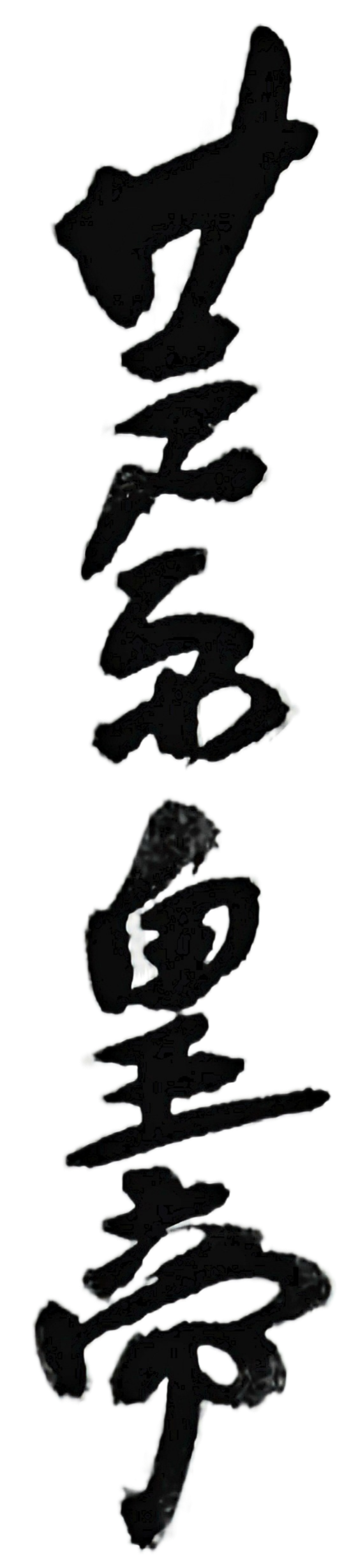
Unterschrift

Ashiwara Kinjirō (japanisch 葦原金次郎; * 3. November 1850 in Takaoka, Provinz Etchū, Japan; † 2. Februar 1937 in Tokio, Japan) war ein selbsternannter „Kaiser“ in Japan, der durch seine grandiosen Wahnvorstellungen und theatralischen Auftritte seit der Meiji-Ära zu einer Berühmtheit wurde. Er nannte sich zunächst Ashiwara Shōgun, später Kaiser Ashiwara und Souverän Ashiwara. Aufgrund seines Störversuchs während einer Prozession von Kaiser Meiji wurde er 1882 unfreiwillig in das Tokyo Metropolitan Psychiatric Asylum (heute bekannt als Tokyo Metropolitan Matsuzawa Hospital) eingewiesen. Trotz einiger Ausbrüche und erneuter Einweisungen blieb er dort bis zu seinem Tod im Jahr 1937.

## Frühes Leben und Heirat
Ashiwara wurde in Takaoka in der Provinz Etchū als dritter Sohn eines Samurai des Takaoka-Clans geboren. Als junger Erwachsener arbeitete er für einen Kamm-Großhändler in Fukaya, Präfektur Saitama. Es wird berichtet, dass er auch als Süßwarenhersteller tätig war.
Als er zwanzig Jahre alt war und nach Tokio zog, erlitt er einen Nervenzusammenbruch. Mit vierundzwanzig Jahren heiratete er, aber seine Frau verließ ihn, und sie ließen sich später scheiden. Um 1875 begann er, sich Ashiwara Shōgun zu nennen, da sein geistiger Zustand anscheinend immer schlechter wurde.

## Erste Zeitungsberichte
Die früheste bekannte Erwähnung von Ashiwara in den japanischen Medien stammt vom 1. Juni 1880. Ein Artikel mit dem Titel „Berühmter Mann Ashiwara Shōgun“ wurde in der Tokyo Eiri Shimbun, einer kleinen Tageszeitung der Meiji-Ära, veröffentlicht. Dem Artikel zufolge verursachte Ashiwara mit seinen Wutausbrüchen im Finanzministerium einen öffentlichen Aufruhr und wurde zur Polizeiwache gebracht.
Am 12. Juni desselben Jahres berichtete die Tokyo Jiyu Shimbun, dass Ashiwara in ein Büro des Telegrafenamtes in Tokyo gekommen sei und sich als „Ashiwara Shōgun, hochrangiger kaiserlicher Beauftragter des dritten Ranges und Minister der ersten Klasse der Linken“ bezeichnet habe. Er behauptete, ein dringendes Telegramm an Li Hongzhang, einen bekannten Diplomaten der Qing-Dynastie in China, wegen einer Angelegenheit von großer Bedeutung schicken zu müssen. Die alarmierten Büroangestellten riefen die Polizei.

## Krankenhausaufenthalt
Im Juli 1881 störte Ashiwara eine Prozession von Kaiser Meiji während einer Reise durch die Tohoku-Region und versuchte, sich ihm zu nähern. Daraufhin wurde er verhaftet und im Jahr 1882 in das Tokyo Metropolitan Psychiatric Asylum (heute bekannt als Tokyo Metropolitan Matsuzawa Hospital) eingewiesen. Bei ihm wurde eine erbliche Manie diagnostiziert, obwohl spätere Untersuchungen zu unterschiedlichen Diagnosen führten, von paranoider Schizophrenie bis hin zu chronischer Manie.
Obwohl Ashiwara dreimal aus dem Krankenhaus entkam, wurde er jedes Mal wieder gefasst. Im Jahr 1903 wurde in der Yomiuri Shimbun ein Artikel veröffentlicht, in dem die Lebensbedingungen und Behandlung der Patienten im Krankenhaus detailliert beschrieben wurden. Es wurde erwähnt, dass Ashiwara seit seinem Aufenthalt im Krankenhaus als Verrückter bekannt war und dort arrogant und schamlos herumlief. Seine Wahnvorstellungen wurden angeblich schlimmer, nachdem er vom Sieg Japans im Russisch-Japanischen Krieg 1905 erfahren hatte.

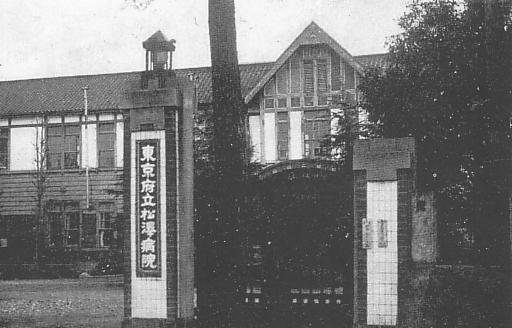
1933 wurde Ashiwara in das Matsuzawa-Krankenhaus der Präfektur Tokio (früher Tokyo Metropolitan Psychiatric Asylum) eingewiesen, wo er bis zu seinem Tod im Jahr 1937 blieb.

Während der Taishō-Ära hielt Ashiwara Pressekonferenzen im Krankenhaus ab und war eine Quelle für Nachrichtengeschichten, da er zu kontroversen Themen wahnhaft, aber unterhaltsam kommentierte. Nach dem Beginn der Shōwa-Ära im Jahr 1926 bezeichnete sich Ashiwara selbst als „Kaiser“ und verkaufte Besuchern Papiere mit seinem kaiserlichen Erlass. Er blieb im Krankenhaus bis zu seinem Tod im Jahr 1937. Bei der Autopsie stellte der Vizepräsident des Krankenhauses keine pathologischen Befunde in Ashiwaras Gehirn fest.